# Annette Fredskov
Annette Fredskov (født 18. marts 1972) er en dansk maratonløber.
Hun gennemførte 366 maratonløb i løbet af et år.
Hun har skrevet en bog om sin bedrift med titlen Maratonkvinden (2013, Mussmann Forlag).